# Rogue Wave
Rogue Wave is een Amerikaanse indierockband die actief is sinds 2003.

## Discografie

### Albums
- Out of the Shadow (Responsive) (2003, Sub Pop)
- Out of the Shadow (2004, Sub Pop)
- Descended Like Vultures (2005, Sub Pop)
- Asleep at Heaven's Gate (2007, Sub Pop)
- Permalight (2010)

### Ep's
- 10:1 (2005, Sub Pop)

### Soundtracks
- Napoleon Dynamite original soundtrack (2004, Lakeshore Records) titel: Every Moment (live)
- Music from the OC: Mix 5 (2005, Warner Bros.) titel: Publish My Love
- Just Friends soundtrack (2005, New Line Records) titel: Eyes
- The OC Mix 6: Covering Our Tracks (2006, Warner Bros.) titel: Debaser (een Pixies cover)